# Pedro de Luna y Bobadilla
Pedro de Luna y Bobadilla ( ¿? –26 de diciembre de 1542), fue un noble y militar castellano, titulado III Señor de Fuentidueña.

## Orígenes familiares
Pedro de Luna y Bobadilla, fue hijo de Álvaro de Luna y Ayala, II Señor de Fuentidueña, y de Isabel de Bobadilla y Maldonado, hija de Pedro de Bobadilla y María de Maldonado, y por tanto hermana de Francisco de Bobadilla, corregidor de Córdoba, y de Beatriz de Bobadilla, I marquesa de Moya.

## Biografía
En 1506, se estableció una alianza entre la Casa de Luna y la Casa de Manrique mediante el matrimonio de Pedro y María, hijos del II Señor de Fuentidueña, con Aldonza y García, hijos del II conde de Osorno, capitulándose ambos matrimonios en una misma escritura.
En 1520, comienza la Guerra de las Comunidades donde tanto Pedro de Luna y Bobadilla como el concejo de Fuentidueña estuvieron de parte del bando realista.
Pedro de Luna y Bobadilla fue un caballero muy distraído en cuanto a la fidelidad del matrimonio, sus escándalos sexuales fueron tan grandes que el emperador Carlos V tuvo que ordenar una investigación que terminó con su prisión y el destierro de muchas personas. La mediación de su suegro, II conde Osorno, y de su hermano, Álvaro de Luna y Bobadilla, permitió su liberación y el retorno a Fuentidueña de todos los desterrados menos del portero de la fortaleza.
En 1530, Francisco de Villamizar, vecino de Fuentidueña, le demandó el pago de 50.000 maravedíes correspondientes al tiempo que sirvió a don Pedro como mayordomo, maestresala y otros oficios, y además como compensación por los salarios que perdió al cesar en el oficio de alguacil que hasta entonces disfrutaba. Los historiadores consideran este pleito y otros similares como síntomas de una vida disipada.
En el momento de su muerte, Pedro de Luna y Bobadilla era alcalde de la ciudad de Loja, donde su familia poseía importantes intereses que su padre, Álvaro de Luna y Ayala, había adquirido por concesión real.

## Muerte y sepultura
Pedro de Luna y Bobadilla falleció el 26 de diciembre de 1542 y probablemente recibió sepultura en el convento de San Francisco de Fuentidueña.

## Matrimonio e hijos
Pedro de Luna y Bobadilla contrajo matrimonio con Aldonza Manrique, hija de Pedro Fernández Manrique y Vivero, II conde de Osorno, con la que tuvo varios hijos:
1. Álvaro de Luna y Manrique, IV Señor de Fuentidueña, sin sucesión.[3]
2. Aldonza de Luna y Manrique, monja dominica en el convento de Aldeanueva de Santa Cruz (Ávila).[3]

Estando casado con Aldonza, tuvo varios hijos fuera del matrimonio a los que dejó herederos universales de todos sus bienes libres:
1. Juan de Luna
2. Pedro de Luna

| Predecesor: Álvaro de Luna y Ayala | Señor de Fuentidueña 1519 - 1542 | Sucesor: Álvaro de Luna y Manrique |